# Mediesociologi
Mediesociologi er den videnskabelige undersøgelse af, "hvad medierne gør ved kultur og samfund" og er faget er således både "en underkategori af sociologien og en del af medievidenskaben." Det er karakteristik for mediesociologien, at den trækker på en række af samfundsvidenskabelige metoder som "interviewundersøgelser, eksperimenter, mere kvantitativt orienterede indholdsanalyser, dybdeinterviews og observationsstudier." Feltet er bl.a. interesseret i at undersøge, hvilken rolle medierne har i samfundet og på den måde vil mediesociologien "både studere mediernes magt over samfundet, men også samfundsgruppers magt over medierne." Feltet trækker på teoretikere som Stig Hjarvard, Jürgen Habermas, Pierre Bourdieu og Anthony Giddens.